# Briviesca
Briviesca település Spanyolországban, Burgos tartományban. Briviesca Galbarros, Salinillas de Bureba, Aguilar de Bureba, Vileña, La Vid de Bureba, Berzosa de Bureba, Grisaleña, Vallarta de Bureba, Quintanilla San García, Belorado, Bañuelos de Bureba, Carrias, Prádanos de Bureba, Reinoso, Castil de Peones és Quintanavides községekkel határos. Lakosainak száma 6560 fő (2024).

## Népesség
A település népessége az utóbbi években az alábbiak szerint változott:
| Lakosok száma | 6331 | 6741 | 7146 | 7937 | 7677 | 7276 | 6942 | 6595 | 6465 | 6560 |
|               | 2001 | 2004 | 2006 | 2009 | 2011 | 2014 | 2016 | 2019 | 2021 | 2024 |